# Sehpyramide

Figurative Darstellung der Sehpyramide in einer Zwei-Fluchtpunkt-Perspektive

Die Sehpyramide, auch Sehkegel genannt, ist der geometrisch-optische Begriff in der Malerei, der eine Dreidimensionalität zweidimensional in einen Bildraum durch Mittel der Perspektive transportiert. Sie dient als Hilfskonstruktion zur Illusion einer Tiefenräumlichkeit auf der Projektionsfläche und ist für die Schaffung eines solchen Bildes von Belang. Vom Bild aus führen (gedachte) endliche – theoretisch gar unendliche – perspektivische Linien auf die Bildpunkte, wobei jeder Querschnitt der Sichtachse zwischen der Sichtachse und dem Auge eine Sehpyramide bildet. Die Spitze der Pyramide befindet sich also im Auge,  und die Perspektive auf dem Bild bildet die Grundfläche mit ihren einzelnen Bildpunkten. Dies bildet einen Sehvorgang ab.
Der Italiener Leon Battista Alberti (1404–1472) führte den Begriff in seinem kunsttheoretischen Traktat De Pictura 1435/1436 in die Kunst der Renaissance ein. Die Überlegungen flossen in die Malerei ein und hatten nicht nur Auswirkungen während der Frührenaissance, sondern auch viele Jahrhunderte danach.
Nach Jacques Lacan (1901–1981) findet bei der Sehpyramide eine „Verortung des Blickes“ beziehungsweise die „Systematisierung des Raumes“ statt. Der Fluchtpunkt sollte dem Augpunkt entsprechen; das Dargestellte sollte so konstruiert sein, dass sie auf den Sehenden zentriert und auf den Horizont projiziert ist.